# Požeška Koprivnica
Požeška Koprivnica je naselje u Požeško-slavonskoj županiji, u sastavu općine Pleternice.

## Zemljopis
Smještena je 15 km jugoistočno od Požege, uz cestu Batrina-Pleternica.

## Povijest
Prvi put se spominje 1380. pod nazivom Kaproncza.

## Stanovništvo
Prema popisu stanovništva iz 2011. godine selo ima 246 stanovnika.
| broj stanovnika | 202   | 233   | 191   | 233   | 339   | 458   | 482   | 474   | 503   | 546   | 496   | 506   | 452   | 342   | 328   | 246   | 199   |
|                 | 1857. | 1869. | 1880. | 1890. | 1900. | 1910. | 1921. | 1931. | 1948. | 1953. | 1961. | 1971. | 1981. | 1991. | 2001. | 2011. | 2021. |

- Požeška Koprivnica se 1900. i u 1991. iskazivano pod imenom Koprivnica. Od 1910. do 1981. iskazivano pod imenom Koprivnica Požeška. Do 1981. sadrži podatke za naselje Poloje koje je 1991., izdvajanjem dijela područja iz naselja Požeška Koprivnica, postalo samostalno naselje.

## Gospodarstvo
U mjestu je razvijena drvna industrija (proizvodnja parketa), peradarstvo te vinogradarstvo.